# Pireneitega
Pireneitega is een geslacht van spinnen uit de  familie van de Amaurobiidae (nachtkaardespinnen).

## Soorten
- Pireneitega armeniaca (Brignoli, 1978)
- Pireneitega bidens (Caporiacco, 1935)
- Pireneitega cottarellii (Brignoli, 1978)
- Pireneitega fedotovi (Charitonov, 1946)
- Pireneitega garibaldii (Kritscher, 1969)
- Pireneitega involuta (Wang et al., 1990)
- Pireneitega liansui (Bao & Yin, 2004)
- Pireneitega luctuosa (L. Koch, 1878)
- Pireneitega luniformis (Zhu & Wang, 1994)
- Pireneitega major (Kroneberg, 1875)
- Pireneitega neglecta (Hu, 2001)
- Pireneitega pyrenaea (Simon, 1870)
- Pireneitega segestriformis (Dufour, 1820)
- Pireneitega spasskyi (Charitonov, 1946)
- Pireneitega spinivulva (Simon, 1880)
- Pireneitega taishanensis (Wang et al., 1990)
- Pireneitega taiwanensis Wang & Ono, 1998
- Pireneitega tianchiensis (Wang et al., 1990)
- Pireneitega triglochinata (Zhu & Wang, 1991)
- Pireneitega xinping Zhang, Zhu & Song, 2002